# Erythrodes torricellensis
Erythrodes torricellensis är en orkidéart som beskrevs av Rudolf Schlechter. Erythrodes torricellensis ingår i släktet Erythrodes och familjen orkidéer. Inga underarter finns listade i Catalogue of Life.